# Geranium knuthii
Geranium knuthii là một loài thực vật có hoa trong họ Mỏ hạc. Loài này được Nakai mô tả khoa học đầu tiên năm 1912.